# Lobulia huonensis
Lobulia huonensis — вид сцинкоподібних ящірок родини сцинкових (Scincidae). Ендемік Папуа Нової Гвінеї. Описаний у 2021 році.

## Поширення і екологія
Lobulia huonensis відомі з типової місцевості, розташованої в горах Фіністерре, на півострові Гуон, на висоті 2646 м над рівнем моря.